# Bagar (priimek)
Bagar je priimek več oseb:
- Majda Bagar Povše, slovenska biotehnologinja
- Mirko Bagar (1919-1945), slovenski bogoslovec, organizator študentskega gibanja
- Tanja Bagar (1980), mikrobiologinja, direktorica inštituta Icanna